# Шевлін (Міннесота)
Шевлін (англ. Shevlin) — місто (англ. city) в США, в окрузі Клірвотер штату Міннесота. Населення — 137 осіб (2020).

## Географія
Шевлін розташований за координатами 47°31′49″ пн. ш. 95°15′35″ зх. д. / 47.53028° пн. ш. 95.25972° зх. д. (47.530277, -95.259597).  За даними Бюро перепису населення США в 2010 році місто мало площу 2,07 км², уся площа — суходіл.

## Демографія
Згідно з переписом 2010 року, у місті мешкало 176 осіб у 71 домогосподарстві у складі 44 родин. Густота населення становила 85 осіб/км².  Було 82 помешкання (40/км²).
Расовий склад населення:
| - 89,8 % — білих - 2,3 % — корінних американців - 0,6 % — вихідців з тихоокеанських островів - 2,3 % — осіб інших рас |

До двох чи більше рас належало 5,1 %. Частка іспаномовних становила 2,8 % від усіх жителів.
За віковим діапазоном населення розподілялося таким чином: 27,3 % — особи молодші 18 років, 63,0 % — особи у віці 18—64 років, 9,7 % — особи у віці 65 років та старші. Медіана віку мешканця становила 39,0 року. На 100 осіб жіночої статі у місті припадало 112,0 чоловіків;  на 100 жінок у віці від 18 років та старших — 106,5 чоловіків також старших 18 років.
Середній дохід на одне домашнє господарство  становив 47 851 долар США (медіана — 47 917), а середній дохід на одну сім'ю — 54 760 доларів (медіана — 56 250). За межею бідності перебувало 13,9 % осіб, у тому числі 30,3 % дітей у віці до 18 років та 0,0 % осіб у віці 65 років та старших.
Цивільне працевлаштоване населення становило 65 осіб. Основні галузі зайнятості: транспорт — 23,1 %, будівництво — 15,4 %, освіта, охорона здоров'я та соціальна допомога — 13,8 %, науковці, спеціалісти, менеджери — 12,3 %.